# 薛岳 (歌手)
薛岳（1954年10月4日—1990年11月7日），台灣搖滾歌手及音樂製作人以及台灣搖滾教父。1990年11月7日因肝癌去世。

## 生平

### 出道過程
1971年，薛岳轉學入醒吾商專，由其大姊介紹加入陽光合唱團打鼓，同時他也因為抽煙而遭生母第一次打。當時他的每天都是白天上課，晚上在中泰賓館上班打鼓，下班後同夥伴吃喝玩樂，卻使其開始縱情菸酒。每月領三千元薪水，因為懷疑讀書是否有用而曾被留校查看。
1973年薛岳辦理休學並入伍，入伍前光在其主持的台視節目《青春旋律》中特別為他送行。在中華民國空軍服兵役三年，先編入台南防砲部隊，輪流負責伙食，學會做饅頭，隔年因為急性肺炎住院；出院後，他調職空軍藍天藝工隊，同時組織搖滾城市合唱團。在藝工隊的期間，常因不識五線譜而遭人恥笑，使他發憤學習五線譜，之後看譜、抄譜十分俐落，周末在美軍俱樂部打工。1976年退伍，退伍當日開始戒菸以慶祝新生活開始（事實上是因為抽煙後歌喉會受影響）。次日便開始鼓手生涯，在震撼西餐廳上班。隔年，其開始在音樂上尋求突破，自組合唱團，向菲律賓歌手學唱歌，並在菲僑俱樂部打鼓唱歌。此時的他跑的場次因為鼓越打越好而越來越多。
1980年擔任崔苔菁主持的台視節目《夜來香》專任鼓手，第一次接觸電視節目策畫，並由崔苔菁經紀人張剛賢處學會節目製作。隔年回俱樂部上班，並由幕後走到幕前主唱，歌聲與演唱方式都受到鼓勵與肯定，使他信心大增。因為唱歌興趣更濃，毅然於放棄月薪新台幣六萬元之打鼓工作，由李亞明介紹，決心向唱片界進攻。1983年，加入高凌風舞台表演陣容，投入製作群，了解國語唱片市場，加盟拍譜唱片。偶爾在電視台上唱歌，早上九點通告，下午六點才輪到錄影，還要被主持人取笑奚落，無限辛酸，更使他發奮成功成名後才有路可走。隔年，與拍譜唱片接觸一年半後，開始灌錄第一張專輯《搖滾舞台》。製作過程中，罹患肺囊腫，住宏恩醫院一個月。出院續作時和製作單位意見溝通產生問題，然後又得肝病住院。因為情況混亂，情緒低落，全面封鎖消息，外界並不知肝病消息，出院病體未癒，在《搖滾舞台》出版時，人已累垮，毫無體力上電視打歌，造成「歌紅人不紅」之怪現象。使他氣得天天喝酒澆愁而造成他某日出車禍，失望與挫敗使其曾認真地想退出唱歌的行列、去工廠上班。

### 歌唱事業巔峰
1985年，第二張專輯《天梯》正式發行，當中主打歌《機場》造成轟動，這也使得「薛岳」變成一個鍍了金的名字，但當年他的肝病在酒與勞累之後又復發，雖只入院一月，元氣卻大傷，身體極為虛弱，使得他也了解肝病的可怕，從此戒酒。隔年他擔任《蘭陵劇坊》舞台劇《九歌》音樂設計並參與演出，在導演卓明的帶引下，驚見一個音樂之外的新世界。第三張專輯《不要在街上吻我》也在當年出版。此時，他因為肝病再犯而在家中休養。虛弱使個性急躁的他意志消沉，令他懷疑自己能不能再忍受「像個廢人一樣的躺著」！又一次想到「死亡」，念及母親，知道自己無權這麼做，他認真地看醫生、吃藥、靜養。身體漸趨穩定，參加卓明帶領的戲劇成長團體，開始與伙伴認識這個社會，了解自身並開始讀書，有計劃地到國外吸收音樂及表演的新知。11月15日，與幻眼合唱團及李亞明一起到東京新宿的《Live house「Freaks」》做兩場表演，演唱自己的作品及一首日文歌曲及英文歌曲，因為台下觀眾多為留學生及日本愛樂者而反應非常熱烈。
1987年，第四張專輯《情不自禁》由天狼星唱片製作，可登唱片出版。當年體力漸佳，開始進健身房，練出幾塊稜角分明的肌肉，十分得意。與李亞明合辦《燃燒的誘惑演唱會》。認識法國女友瑪麗，瑪麗教他許多東西，並一起欣賞爵士樂，雖然瑪麗最後仍回國，但他卻對這段戀情刻骨銘心。隔年他開始擔任唱片製作人，並為伊能靜製作《19歲的最後一天》專輯。在新開播的中廣青春網主持《午安陽光》節目。1989年他參與李亞明、王柏森《讓世界都知道》合輯演出，並巡迴全台演唱34場。參與民風樂府訪美演唱會。參與《把愛找回來》活動。主持中廣青春網《新鮮派週日現場》。10月，赴中國看唱片展，並與崔健暢談音樂，在中國期間連連發燒，疑是感冒，在北京協和醫院看診，醫生用手觸診發現硬塊。回台北檢查肝功能仍為正常，在協議以超音波檢查後才發現肝腫瘤已7、8公分大。在生病時的他，仍為郭子製作《純屬虛構》專輯。11月腫瘤已發展成11、12公分左右，敏感的他以話向醫生套出得知是肝癌的事實，緊鑼密鼓策畫第五張個人專輯《生老病死》。進榮民總醫院，於12月20日手術切除肝上壞細胞。手術期間，十幾年從未聯絡的父親由媒體得知消息，在去榮總看病時順道探望薛岳。開刀後採用自然療法、素食、用多種偏方。

### 逝世
1990年3月，薛岳到醫院檢查身體，醫師診斷薛岳已罹患肝癌，並告知其生命僅剩半年，薛岳因此與新笛唱片企劃討論並製作《生老病死》專輯，1990年7月該張專輯正式發行。9月18日，於國父紀念館舉辦《灼熱的生命演唱會》，全場爆滿並起立鼓掌3次，久久不歇。竭盡全力利用時間參與各種義演、公益活動。薛岳原訂於10月7日由其初中同學陪同至中國看診，但在6日晚間嚴重頭疼，經看診後得知腦中有瘤，且腦血管破裂影響其視力，隨後住進臺北榮民總醫院病房。經過1個月的時間後，薛岳已於11月7日下午2時4分逝世，享年36歲。11月13日在臺北榮民總醫院懷遠堂舉行告別式，遺體在基隆火化。骨灰安厝東吳大學外雙溪校區旁之妙侊寺。

## 感情
薛岳於20歲時因為急性肺炎住院，在住院期間與護士談戀愛；出院後，他調職空軍藍天藝工隊，護士則調到空軍總醫院。薛岳對這段感情十分在意，但不久便因第三者介入而失戀，使其萬念俱灰，曾企圖吞食安眠藥自殺但獲救。在醫院裡醒來後，其了解人可以一夕之間如此絕情。
25歲時認識了一名女性，並展開交往，但進入第三年之後以分手收場。

## 代表歌曲
- 搖滾舞台
- 超級巨星
- 機場
- 溫柔的拒絕
- 天梯
- 失去聯絡
- 不要在街上吻我
- 你在煩惱些什麼？親愛的
- 補習街
- 情不自禁
- 如果還有明天

## 專輯
- 搖滾舞台
- 天梯
- 不要在街上吻我
- 情不自禁
- 生老病死

## 相關新聞
- 資深音樂人韓賢光對媒體表示他當年幫薛岳做了一張西洋專輯，結果他來不及唱就走了，讓他深感遺憾[1]。

## 外部連結
- 薛岳Facebook社團：薛岳－燃燒灼熱生命的台灣搖滾先驅，管理員有：幻眼合唱團韓賢光、廣播人馬世芳、作家愛亞、影視工作者周震等人。